# Académie des belles-lettres de Barcelone
L’Académie royale des belles-lettres de Barcelone (en catalan : Acadèmia de Bones Lletres de Barcelona) est une société littéraire créée à Barcelone en 1729.

## Présentation
Créée par Segismon Comas i Codinach, Bernat Antoni de Boixadors, comte de Peralada, et d’autres intellectuels barcelonais, soucieux de l’enseignement de la jeunesse et la diffusion de l’histoire de la Catalogne s’inquiétant du transfert de l’université de Barcelone à Cervera, elle tenta de succéder à l’Académie des défenseurs (ca), fondée en 1700 par Pau Ignasi de Dalmases i Ros (es), marquis de Villalonga, et fermée en 1714, à la fin de la guerre de Succession. Depuis 1907, son siège se trouve au palais Requesens, situé Carrer del Bisbe Caçador, 3, dans le quartier gothique de Barcelone.